# Ferrari 375 MM

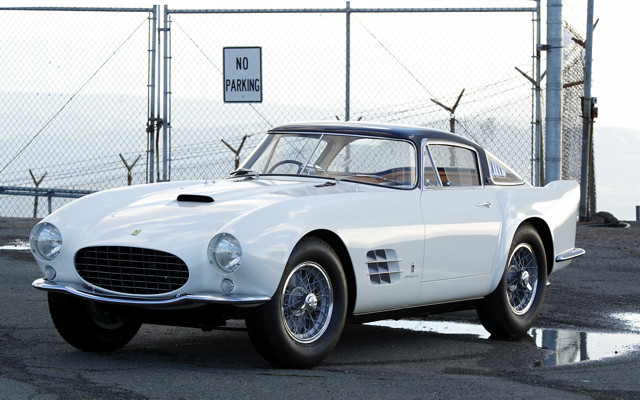
375 MM berlinetta.

La Ferrari 375 MM (« MM » pour Mille Miglia) est une voiture de course du constructeur automobile italien Ferrari. Dérivée de la Ferrari 375, elle est conçue pour participer au Championnat du monde des voitures de sport. Elle sera pilotée par Alberto Ascari et Luigi Villoresi lors des 24 Heures du Mans 1953, et par la paire Giuseppe Farina - Mike Hawthorn pour la victoire lors des 24 Heures de Spa la même année. Toujours en 1953, elle s'impose encore à l'issue des 1 000 kilomètres du Nürburgring avec Ascari et Farina, permettant du même coup à Ferrari de devenir le premier Champion du monde des constructeurs (la 340 MM Spider Vignale s'imposant durant la même année saison lors des Mille Miglia).

## Présentation
Carrossée principalement par Pininfarina, la 375 MM se décline en deux versions : spider et berlinetta (coupé). La seconde comportant un toit et des vraies portières permet un usage plus quotidien à ses utilisateurs. Elle utilise le moteur V12 Lampredi 4,5 L de Formule 1.

## 375 MM coupé Scaglietti

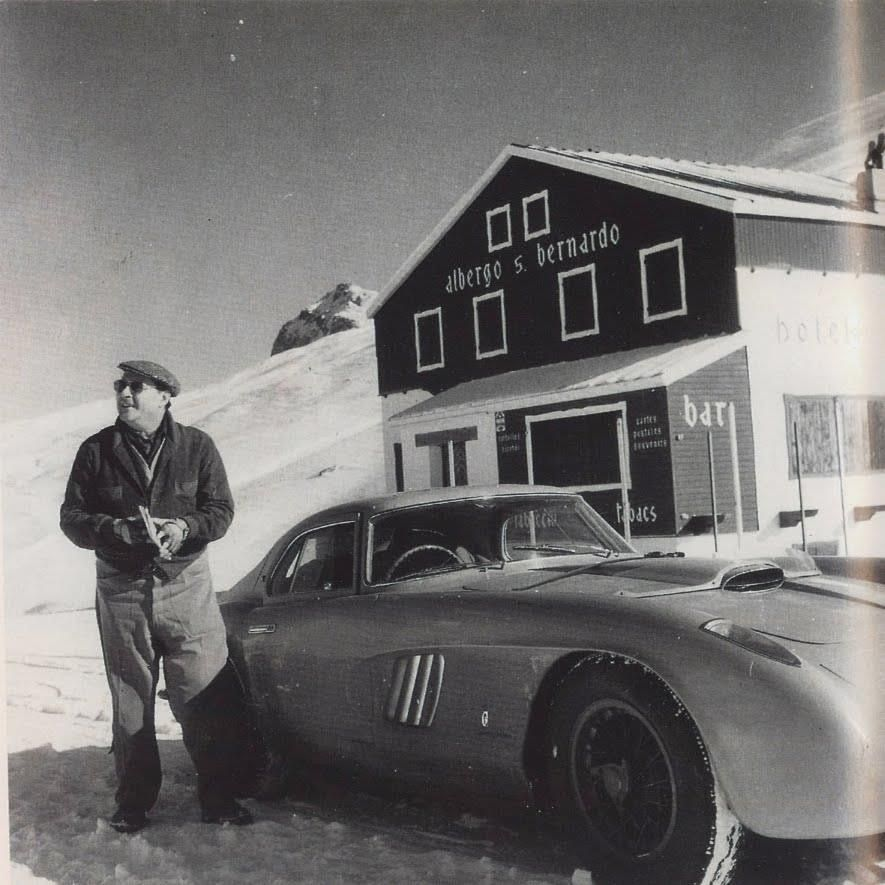
Roberto Rossellini et sa Ferrari 375 MM au col du Petit-Saint-Bernard en 1955.

Au printemps 1954, le réalisateur italien Roberto Rossellini acquiert une 375 MM spider (châssis no 0402AM) carrossée par Pininfarina pour la compétition. Après avoir été accidenté, le châssis est réparé chez Ferrari et la voiture est expédiée à Modène chez le carrossier Scaglietti, lequel ne travaille alors que sur les Ferrari de course et souhaite faire bonne impression pour sa première commande de voiture « routière ». Rosselini opte pour une version coupé ; il faudra un an de travail à Scaglietti pour produire une voiture unique tout en aluminium.

## Victoires notables de la 375 MM
- 1953 : 24 Heures de Spa (Farina/Hawthorn), 12 Heures de Pescara (Hawthorn/Maglioli), 12 Heures de Casablanca (Farina/Scotti) ;
- 1954 : 1 000 kilomètres de Buenos Aires (Farina/Maglioli), 2 Heures de Dakar et Coupe de Toscane (Scotti), 6 Heures de Castelfusano, National de Buenos Aires, Trophée de Nassau, et titre SCCA National C Modifié avec Jim Kimberly ;
- 1955 : National de Buenos Aires, titre SCCA National C Modifié avec Sherwood Johnston (partagé avec Jaguar) ;
- 1956 : 500 milles de Rafaela, 6 Heures Road America.

La voiture continuera à courir régulièrement aux États-Unis en SCCA National Sports Car Championship jusqu'en 1958.